# 了不起的狐狸爸爸 (小说)
《了不起的狐狸爸爸》（英語：Fantastic Mr Fox）是一本由英国作家罗尔德·达尔所著的儿童小说。这本书在1970年首次被乔治·艾伦和昂温出版社在英国出版和阿尔弗雷德 A. 克诺夫出版社在美国出版，內有唐纳德·查芬的图画。 第一个英国企鹅出版集团平装版,出版于1974年，并且拥有吉尔·贝内特的图画。此后的版本用过的插图由托尼·罗斯 (1988) 和昆汀·布雷克 (1996)所画。故事敘述一位聪明的狐狸爸爸用智慧偷得农夫和邻居的食物。在2009年，这本书被韦斯·安德森改编为一部电影。
此书有两个有声阅读的版本。一個是与作者阅读的（ISBN 0-060-53627-6），另一个則是与马丁·贾维斯阅读的（ISBN 0-141-80787-3）。

## 故事简介
這個故事圍繞著一位害怕人類、聰明，和伶俐的狐狸爸爸。他和他的老婆和四個孩子住在一棵樹旁邊的地底下。為了養活他的家人，他每晚都去三位名叫 Boggis, Bunce, 和Bean的農民所擁有的農場（這些農民雖然笨但是很富有）。搶走農場所擁有的家禽。農民們受不了成天到晚被狐狸捉弄，於是他們決定突襲正在離開其住所的狐狸爸爸，但他們只成功地打掉了狐狸的尾巴。
後來，農民們用鏟子和拖拉機挖掘狐狸們的家。狐狸們往更深處挖並因此勉強脫離了危險。三位農夫因此被眾人嘲笑所以他們決定包圍狐狸爸爸的洞並等到他餓到主動出來尋食物時再一舉抓住牠。被敵人包圍的狐狸爸爸因此（和他家人與其餘的地底動物們）陷入了飢餓之中。
突然，狐狸爸爸想到了一個奪食計劃。他和他的孩子們挖土一直挖到 Boggis 的雞房。狐狸爸爸殺了很多雞 然後讓他最大的兒子把獵物帶回家給狐狸媽媽。在去下個目的地的路上，狐狸爸爸碰到了他的好朋友獾，並允許他與他們一起進行計劃。這組動物們緊接著挖到 Bunce 的農場，以及 Bean 的蘋果酒窖。動物們拿著他們的戰利品回家了，狐狸媽媽也為動物們準備了一頓豐盛的晚餐來慶祝他們的勝利。吃飯時，狐狸爸爸宣布他決定邀請所有的動物們與他和他的家人住在一個地下的秘密小區並且他會每天為他們捕獵。這樣，動物們就不用擔心農夫們來了。大家都歡呼的支持這個好主意。與此同時，三位農夫依然在等待狐狸從洞裡出來的時刻。

## 电影版
这本书被导演韦斯·安德森改编为电影。电影有停格动画的方法制作并由佐治·古尼为狐狸爸爸配音，梅丽·史翠普为狐狸妈妈配音，比尔·莫瑞为獾配音,雨果吉尼斯·为 Bunce配音和迈克尔·甘本为Bean配音。电影的情节比书更关注狐狸爸爸和他的老婆和孩子们的关系并用狐狸爸爸偷鸡的本性来威胁这个关系。电影在狐狸爸爸攻击三个农民之前还有三个农民用推土机推倒那座下山坡前加了一些场景还有一个稍微改变的结局。

## 舞台改编
这本书被大卫·伍德改编成同名的一出戏并在2001年首演在考文垂的贝尔格莱德剧院。此戏的职业演出授权由Casarotto拉姆齐有限公司在英国掌握然后业余演出授权由塞缪尔法国公司持有。

## 歌剧
托拜厄斯·皮克把这本书改编为歌剧 (唯一来源于美国的改编)。这部歌剧在1998年的12月9-22日首演在洛杉矶歌剧场.。 在这部歌剧里Gerald Finley主演狐狸爸爸然后Suzanna Guzman扮演狐狸妈妈.一部由Opera Holland Park特别委托的新版本歌剧在2010年的夏天在Holland Park，一个拥有花园和天然场景的公园，举办了演出。这次演出是由Stephen Barlow指挥. 这部版本由Grant Doyle 扮演狐狸爸爸,Olivia Ray 扮演狐狸妈妈, 还有亨利·格兰特Kerswell，彼得·肯特和约翰Lofthouse扮演农夫 Boggis, Bunce 和 Bean.